# 미즈호 PayPay 돔 후쿠오카
미즈호 PayPay 돔 후쿠오카(일본어: みずほPayPayドーム福岡, Muzuho PayPay Dome Fukuoka)는 일본 후쿠오카현 후쿠오카시에 있는 일본 최초의 개폐식 돔구장으로 NPB 퍼시픽 리그 소속팀인 후쿠오카 소프트뱅크 호크스의 홈구장이다.
3만 5000명을 수용할 수 있는 대규모 구장이며, 캐나다의 로저스 센터를 모델로 한 개폐식 돔 구장이다. 1993년 4월 2일에 완공, 2005년에 다이에로부터 호크스를 인수하게 된 소프트뱅크의 자회사에 해당하는 야후 주식회사가 명명권을 취득하여 후쿠오카 Yahoo! JAPAN 돔(福岡Yahoo! JAPANドーム), 또는 통칭 야후 돔(ヤフードーム)이라는 이름을 사용하게 되었다. 2024년 4월 25일부터는 명칭이 미즈호 PayPay 돔 후쿠오카(みずほPayPayドーム福岡)으로 변경됐다.

## 명명권
| 명칭                      | 일본어 표기             | 기간                            |
| ------------------------- | ----------------------- | ------------------------------- |
| 후쿠오카 Yahoo! JAPAN 돔  | 福岡 Yahoo! JAPANドーム | 2005년 2월 25일~2013년 1월 31일 |
| 후쿠오카 야후오쿠! 돔     | 福岡 ヤフオク!ドーム    | 2013년 2월 1일~2020년 2월 28일  |
| 후쿠오카 PayPay 돔        | 福岡PayPayドーム        | 2020년 2월 29일~2024년 4월 24일 |
| 미즈호 PayPay 돔 후쿠오카 | みずほPayPayドーム福岡  | 2024년 4월 25일~현재            |

## 사진 자료

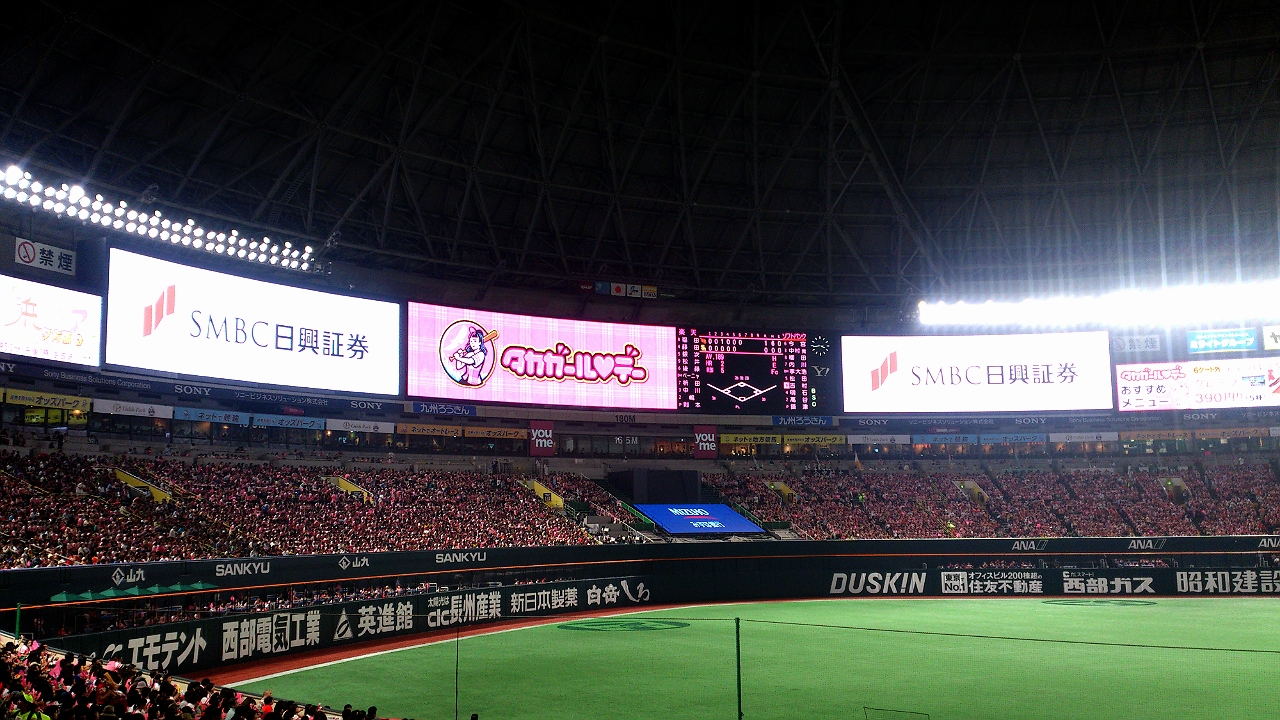
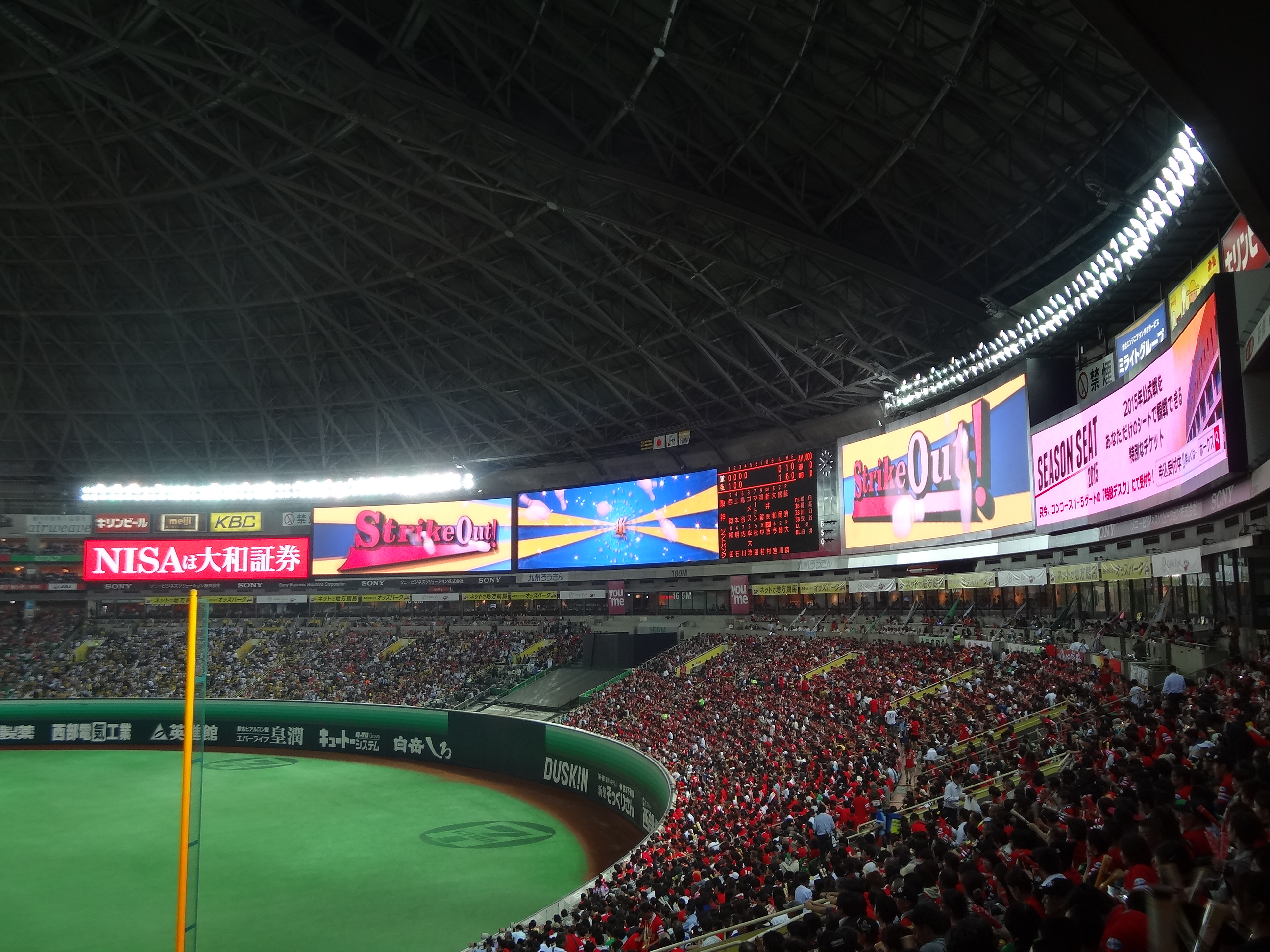
후쿠오카 돔 다이어그램
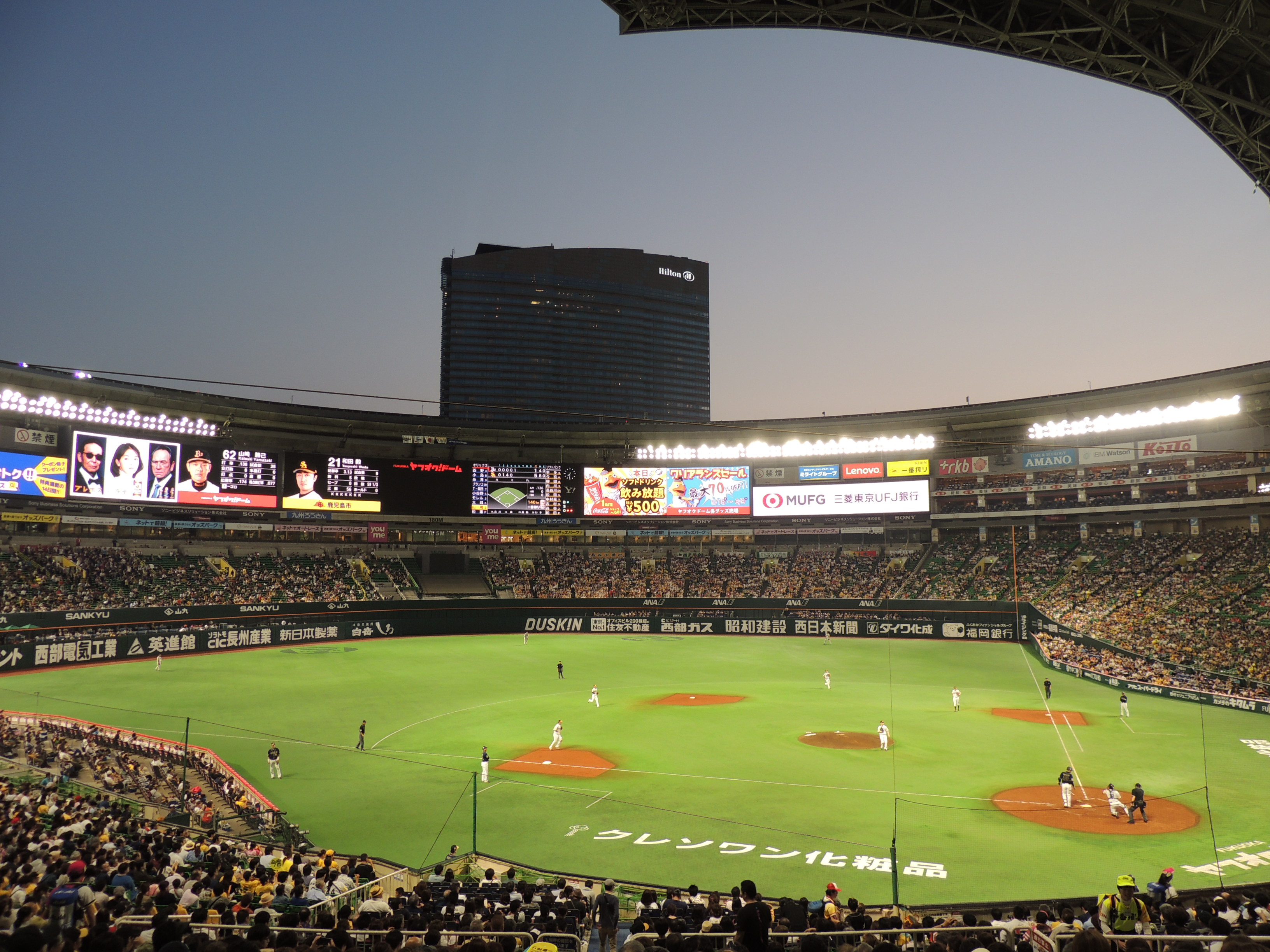
개폐식 지붕을 전개한 상태. 2016년 5월 25일